# Хамбарна звезда
Хамбарна звезда (на английски: barnstar, от думите „хамбар“ и „звезда“), известна и като примитивна звезда или Пенсилванска звезда, е оцветен обект или изображение, често под формата на петолъчка, но понякога и в кръгла форма под формата на колело на каруца, която се използва за украса на обори и плевни в някои части на Съединените щати. Тези звезди нямат конструктивно предназначение, но се счита, че носят късмет, подобно на подковата над врата.
Най-често срещани са в щата Пенсилвания (оттам идва и едно от имената им) и често се срещат във фермите с германски произход. Срещат се и в Канада, най-вече в провинция Онтарио.

## Галерия
- Къща в Сейлъм
- Хамбарна звезда в Пенсилвания
- Къща с окачени метални звезди
- Анкерен компонент тип „хамбарна звезда“